# Ernst Krebs
Ernst Krebs (München 4 november 1906 - Gauting, 20 juli 1970) was een Duits kanovaarder. 
Krebs won tijdens de Olympische Zomerspelen 1936 in eigen land de gouden medaille in de K-1 over 10.000 meter. Krebs was ook een verdienstelijk langlaufer en eindigde tijdens de wereldkampioenschappen in 1929 als achtste op de 18 kilometer.

## Belangrijkste resultaten

### Olympische Zomerspelen
| Editie | Plaats  | Resultaten  |
| ------ | ------- | ----------- |
| 1936   | Berlijn | K-1 10.000m |

### Wereldkampioenschappen langlaufen
| Jaar | Plaats   | Resultaten |
| ---- | -------- | ---------- |
| 1929 | Zakopane | 8e 18 km   |

1936: Ernst Krebs ·
1948: Gert Fredriksson ·
1952: Thorvald Strömberg ·
1956: Gert Fredriksson